# 諏訪姫
諏訪姫（すわひめ）は、長野県諏訪市公認のご当地萌えキャラ。ピーエムオフィスエーが製作した。

## キャラクター
戦国武将武田信玄の側室､諏訪御料人をモデルとしている。現代を気に入ってタイムスリップしてきた。諏訪姫はミニスカートに着物を着ており、現代的な萌え要素を取り入れたことが人気の秘訣だという。

## 歴史
麗人酒造は諏訪姫のフィギュアと清酒のセット販売を始めた

。
2015年3月28日、中日本エクシスは諏訪姫生誕5周年を記念して「諏訪姫」春祭りを開催した。
2017年、諏訪バスのコミュニティバス「かりんちゃんバス」とコラボレーションした、「かりんちゃんバスすわひめ号」というラッピングバスがふるさと納税の寄付によって実現した｡
2021年8月、諏訪市は市制施行80周年記念として結婚証と特別受理証明書に諏訪姫を採用したデザインを追加した。

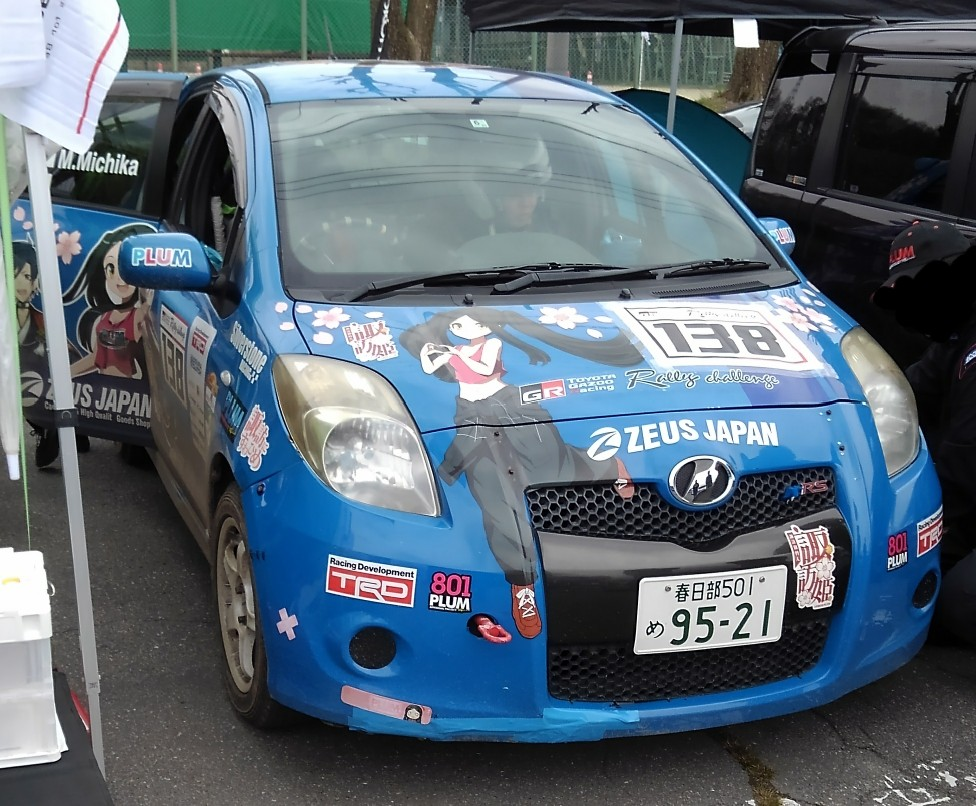
TGRラリーチャレンジ in八ヶ岳 茅野（2018年）出場の諏訪姫レーシングのトヨタ・ヴィッツのラリーカーにカーラッピングした車